# 夕暮れミュージック
夕暮れミュージックは、プロ野球ナイターオフ期間中（10月～翌年3月）に毎週火〜金曜に青森放送ラジオで放送されている音楽番組である。1950年代から1970年代にかけて流行した曲を1曲を放送する番組である。

## 放送時間
プロ野球ナイターオフ期間中（10月～翌年3月）
- 毎週火〜金曜18:25～18:30

## 出演者
パーソナリティ
- 筋野裕子（青森放送アナウンサー）